# Lapis manalis
El término latino lapis manalis (en español, piedra Manalis o piedra de los Manes) se refiere a dos piedras sagradas distintas, ambas relacionadas con la religión romana. La primera era una roca que cubría la entrada al Hades, la morada de los muertos. El gramático romano Festo la llamó ostium Orci, "la puerta de Orco". La segunda se usaba como objeto ceremonial para invocar a la lluvia. Aunque esta última no tenía una relación directa con los Manes, de su nombre deriva el verbo manare (manar, brotar).
Las dos piedras tenían el mismo nombre. Sin embargo, Festo mantuvo la distinción entre la puerta al inframundo y la roca que atraía a la lluvia como dos conceptos distintos.

## Puerta del inframundo

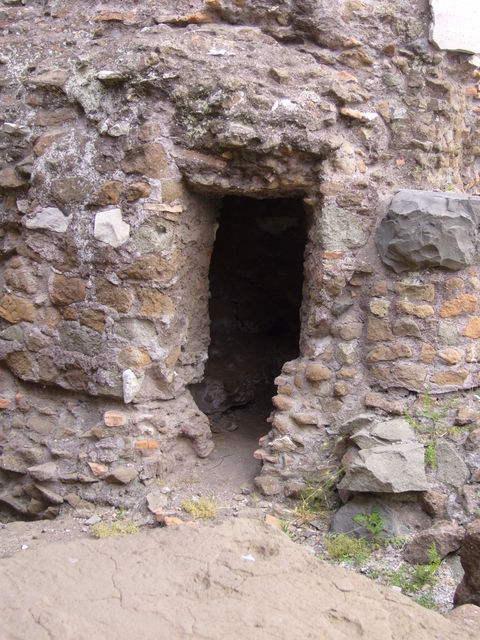
Plutarco vinculó el mundus romano con el centro religioso de la ciudad de Roma, el umbilicus urbis Romae

Esta lapis manalis cubría el mundus Cereris, una oquedad que era la supuesta entrada al inframundo. La mayoría de las ciudades de Latium y Etruria tenían fosos o zanjas similares. Plutarco relata que se consideraba que el mundus tenía un origen Etrusco, y afirmaba que era el lugar donde se depositaron los primeros frutos.  Festo, citando esta vez a Catón el viejo, expone que:
Mundo nomen impositum est ab eo mundo qui supra nos est.
(El mundus toma su nombre de ese mundo que está sobre nosotros.)
El mundus romano se localizaba en el Comitium.  Esta piedra se abría ceremonialmente tres veces al año, momento en el cual los espíritus de los Manes o difuntos podían comunicarse con los vivos.  Los tres días que se abría el mundus eran el 24 de agosto, el 5 de octubre y el 8 de noviembre, en cuyas fechas se les ofrecían los frutos de la cosecha. Macrobio, citando a Varrón, dice sobre estos días que: 
Mundus cum patet, deorum tristium atque inferum quasi ianua patet.
("Cuándo el mundus se abre,  es como si una puerta permaneciese abierta para los afligidos dioses del inframundo").
Macrobio relata que, en consecuencia, los asuntos militares y públicos no se tramitaban durante estos días, aunque no fuesen dies nefasti.

## Ritual para invocar a la lluvia
Esta otra lapis manalis se empleaba como parte de una ceremonia llamada aquaelicium o "llamada a las aguas", que buscaba provocar la lluvia en tiempos de sequía. Durante el ritual, los pontífices trasladaban la piedra desde el lugar donde se albergaba habitualmente, el templo de Marte cercano a Porta Capena, hasta el Senado. Se hacían ofrendas a Júpiter para atraer a la lluvia, y se derramaba agua sobre ella como parte de la ceremonia.